# 日本バスケットボール選手会
一般社団法人日本バスケットボール選手会（にほんバスケットボールせんしゅかい、英語: Japan Basketball Players Association、略称: JBPA）は、日本のバスケットボール選手による会合である。

## 概要
2013年9月16日にナショナル・バスケットボール・リーグ（NBL）所属選手により設立された。
初代会長には当時トヨタ自動車アルバルク東京所属で公認会計士の資格も持つ岡田優介が就任。当時のNBL全12チームの日本選手が入会の意向を示し、他に賛助会員も募る。
2014年6月時点で、日本プロバスケットボールリーグ（bjリーグ）所属選手は入会していないが、6月14日に岩手県大船渡市で開いた選手会チャリティーイベントは同リーグの協力を仰ぎ、与那嶺翼（岩手）、志村雄彦（仙台）の両選手がゲスト参加した。また、同年より当時ライジング福岡所属の小野元が監事に加わっている。
2016年よりNBLとbjリーグが統合されてジャパン・プロフェッショナル・バスケットボールリーグ（略称：JPBL、リーグ通称：B.LEAGUE）が発足されるのに伴い、それに先駆け2015年8月より正会員資格が従来の「ナショナル・バスケットボール・リーグ登録選手」から「ナショナル・バスケットボール・リーグ登録選手、bjリーグ登録選手、それに準ずるとJBPAが認めたトップリーグの登録選手及び、国内または海外のトップリーグでのプレー経験を持つ選手などJBPAが適当と認めた選手」に変更された。
2023年11月、JPBAは一般社団法人としての選手会とは別に労働組合を設立することを表明した。
12月11日付でバスケットボール女子日本リーグ（Wリーグ）所属選手が正会員として入会し、デンソーアイリス所属の馬瓜エブリンが副会長に就任。

## 歴代会長
クラブ名は就任当時
- 初代：岡田優介（トヨタ自動車アルバルク東京：2013年9月就任）
- 2代目：竹内譲次（アルバルク東京：2016年9月就任）
- 3代目：田口成浩（千葉ジェッツ：2019年11月就任）
- 4代目：田渡凌（熊本ヴォルターズ：2022年9月就任）

## 役員
2025年3月1日現在
| 会長（代表理事） | 田渡凌（福島）                                                                                          |
| 副会長           | 齋藤拓実（名古屋D）、馬瓜エブリン（デンソー）、寺嶋良（広島）、ベンドラメ礼生（SR渋谷）                 |
| 監事             | 岡田優介（香川）、田口成浩（秋田）、竹内譲次（大阪）、平尾充庸（茨城）、國井隆 (公認会計士/オフィス921) |

## 活動目的
活動目的として以下の五つの項目を挙げている。
1. 日本バスケットボール界の普及・発展
2. ファンコミュニケーションの拡充
3. バスケットボール選手を取り巻く環境の改善
4. スポーツを通じた次世代の育成
5. 社会貢献活動の推進